# Język ergatywno-absolutywny
Język ergatywno-absolutywny (ergatywny) – według typologii syntaktycznej język, w którym dla wyrażenia agensa (podmiotu zdania przechodniego, a właściwie zdania agentywnego) używa się specjalnego przypadku o nazwie ergatyw, a rolę podmiotu zdania aktywnego i pacjensa określa natomiast absolutyw.
Do grupy tej należą m.in. język baskijski, języki majańskie, język sumeryjski, język tagalski, a także język buruszaski, język awarski i niektóre inne języki kaukaskie.